# Collinsia hibernica
Collinsia hibernica là một loài nhện trong họ Linyphiidae.
Loài này thuộc chi Collinsia. Collinsia hibernica được Eugène Simon miêu tả năm 1926.